# Robert Sara
Robert Sara (født 9. juni 1946 i Oberlainsitz, Østrig) er en tidligere østrigsk fodboldspiller og -træner, der som forsvarer på Østrigs landshold deltog ved VM i 1978 i Argentina Her var han desuden holdets anfører. I alt spillede han 55 landskampe, hvori han scorede tre mål.
Sara spillede på klubplan 19 sæsoner hos Austria Wien i hjemlandet. Her var han med til at vinde hele otte østrigske mesterskaber. Efter sit karrierestop var han i to korte omgange desuden holdets træner.